# Bonnemaisonia asparagoides
Espèce
Bonnemaisonia asparagoides est une espèce d'algues rouges de la famille des Bonnemaisoniaceae.